# Isaac Palma
Isaac Leandro Palma, argentinsko-slovenski pevec zabavne glasbe, * 11. junij 1991, Argentina.
Širšemu slovenskemu občinstvu se je prvič predstavil v 6. sezoni šova Slovenija ima talent (2016), kjer je v finalu osvojil 2. mesto.
Zmagal je na 37. izvedbi festivala Melodije morja in sonca s skladbo »Če te kdaj spustim iz rok«. Leta 2018 je bil del "superskupine" S.I.T., ki je združevala vidnejše udeležence šova Slovenija ima talent. Skupaj so posneli pesem »Vroče«, ki so jo BQL, Nika Zorjan in Palma leto pozneje izdali še v hrvaški različici (»Vruće«).

## Skladbe
| Leto                    | Naslov                                    | SloTop50 | Videospot |
| ----------------------- | ----------------------------------------- | -------- | --------- |
| 2016                    | Oba (z Manco Špik)                        | 4.       | ✓         |
| 2017                    | Če te kdaj spustim iz rok                 | 21.      | ✓         |
| 2017                    | Hočem le tebe (z Modrijani)               | 43.      | ✓         |
| 2018                    | Sreča moja si                             | 26.      | ✓         |
| 2018                    | Dve besedi                                | –        | ✓         |
| 2019                    | Po tebi mi diši ljubezen (z Manco Špik)   | 17.      | ✓         |
| 2019                    | Ola ola (z Niko Zorjan)                   | 5.       | ✓         |
| 2019                    | Obljubi                                   |          | ✓         |
| Kot gostujoči izvajalec |                                           |          |           |
| 2019                    | Šatori (Vigor ft. Isaac Palma)            | –        | ✓         |
| 2019                    | Vruće (BQL & Nika Zorjan ft. Isaac Palma) | –        | ✓         |

### Drugo
| Leto | Naslov         | SloTop50 | Videospot |
| ---- | -------------- | -------- | --------- |
| 2018 | Vroče (S.I.T.) | 5.       | ✓         |